# Mamadou Tall
Mamadou Tall (Attécoubé, 4 de dezembro de 1982) é um futebolista profissional burquinense que atua como defensor.

## Carreira
Mamadou Tall representou o elenco da Seleção Burquinense de Futebol no Campeonato Africano das Nações de 2012.